# شاه منصوري (حومة بم)
شاه منصوري (بالفارسية: شاه منصوری) هي قرية تقع في إيران في منطقة مركزية ريفية. يقدر عدد سكانها بـ 33 نسمة .